# 卡丽莎·穆尔
卡丽莎·穆尔（英語：Carissa Moore，1992年8月27日—），生于夏威夷檀香山，美国女子冲浪运动员。她曾代表美国参加2020年夏季奥林匹克运动会冲浪比赛，获得女子短板金牌。